# Sean McLoughlin
Sean McLoughlin is een Britse stand-up comedian. In het Verenigd Koninkrijk was hij op tv te zien in de BBC-programma's Live at the Apollo en Mock the Week. 
McLoughlin trad op in onder andere de Royal Albert Hall in Londen, Radio City Music Hall in New York en het Sydney Opera House. Hij was de support act van Ricky Gervais tijdens diens Humanity tour en diens optredens in de Hollywood Bowl.
McLoughlin is de bedenker van de komische animatiereeks Pleasure Beach.